# Тарра
35°13′58″ пн. ш. 23°57′38″ сх. д. / 35.232808° пн. ш. 23.960624° сх. д.
Тарра (давньогрецька: Τάρρα), також Тарр або Таррос (Τάρρος) — поліс (місто-держава) у південно-західній частині стародавнього Криту (Греція), поблизу Самарійської ущелини, в селі Агіа Румелі. Знаходиться біля моря, на пагорбі.

## Історія
Тарра, ймовірно, була заснована в класичний період і була дуже важливим релігійним центром; це було одне з найдавніших місць поклоніння Аполлону. У давнину він був відомий на південному узбережжі між Феніксом і Поецілассом. Розквіт міста припадає на греко-римський період. Місто було домом для культу Аполлона Таррейського, де були знайдені частини його храму. Тарра часто цитується в античних джерелах, таких як Павсаній, Стефан Візантійський  і Стадіазм Маріс Магні . Тарра є одним із міст, які підписали угоду з Євменом II у 170 році до нашої ери.